# Gaius Asinius Pollio I
Gaius Asinius Pollio (76 v.Chr. - 5 na Chr.) was een verdienstelijk Romeins politicus, militair en gelegenheidsauteur.

## Biografische gegevens
Pollio diende als militair onder Caesar en onder Antonius, wiens legaat hij was in Gallia Transpadana (= Noord-Italië). Hij was consul in 40 v.Chr en triomfeerde in 39 v.Chr. na een overwinning op een Illyrische volksstam. Onder Augustus trok hij zich uit het actieve politieke leven terug.

## Literaire waarde
Hij was een getalenteerd redenaar, schrijver en bovenal literair patronus, en schreef een boek over de burgeroorlogen vanaf het jaar 60 v.Chr tot de slag bij Philippi in 42 v.Chr. (bleef niet bewaard). Daarnaast schreef hij ook tragedies en liefdesgedichten, en hij is de auteur van het Bellum Alexandrinum, die Caesars gedenkschriften aanvult. Hij ontdekte het literaire talent van Vergilius, die hij te hulp schoot toen diens bezit bij Mantua in beslag werd genomen ten gunste van de veteranen na Philippi.
Asinius Pollio richtte te Rome ook voor het eerst een letterkundige leeskring op, waar hijzelf en andere auteurs vóór de publicatie uit eigen werk voorlazen voor een kring van gelijkgezinde deskundigen. Vergilius en Horatius huldigden hem in hun werken. Ten slotte stichtte hij in 38 v.Chr. ook de eerste openbare bibliotheek in Rome, en bezat hij een zeer waardevolle kunstverzameling.
Een van zijn zonen was Gaius Asinius Gallus.

## Trivia
- Johan Rudolf Thorbecke is gepromoveerd op Asinius Pollio:  "Commentatio de C. Asinii Pollionis vita et studiis doctrinae".

## Verder lezen
- W. Smith, art. Pollio, Asinius (1), in W. Smith (ed.), A dictionary of Greek and Roman biography and mythology, III, Londen, 1873, pp. 438-439.

- Bibsys: 95004195
- Bibliothèque nationale de France: cb179116103 (data)
- Gemeinsame Normdatei: 118646117
- International Standard Name Identifier: 0000 0001 1683 1237
- Library of Congress Control Number: n82153080
- Nationale bibliotheek van Australië: 35373813
- Nationale Bibliotheek van Israël: 987007515590505171
- Nederlandse Thesaurus van Auteursnamen: 072823240
- Réseau des bibliothèques de Suisse occidentale: 02-A010020099
- Istituto Centrale per il Catalogo Unico: SBLV192050
- Système universitaire de documentation: 079574939
- Trove: 930148
- Virtual International Authority File: 408149294315180521782